# ملکه آتولیا
ملکه آتولیا رمانی خیالپردازانه برای جوانان از مگان والن ترنر است که سال ۲۰۰۰ میلادی منتشر شد. این اثر با ترجمهٔ رؤیا بشنام به فارسی برگردانده شده است.

## در مورد رمان
«ملکه آتولیا» که مجبور شده برای نجات کشورش، تن به ازدواجی اجباری بدهد و حالا به زنی سنگدل و مغرور بدل شده که تحمل‌اش را از دست داده، شوهرش را کشته و به تنهایی، کشور را اداره می‌کند. از طرفی دیگر در این داستان شخصیتی به نام «یوجنایدس» را می‌بینیم که از وقتی بچه بوده با پدربزرگش به دزدی می‌رفته و با دیدن یک‌بار رقصیدن «ملکهٔ آتولیا»، عاشقش شده است. وقتی یوجنایدس می‌فهمد کشور کوچک کوهستانی‌اش با آتولیا در جنگ است و او برای پیروزی کشورش در این جنگ ملکه‌ای را بدزدد دچار تردید می‌شود.